# Primetime Emmy Award du meilleur scénario pour une série télévisée dramatique
Pour les articles homonymes, voir Emmy du meilleur scénario.
Le Primetime Emmy Award du meilleur scénario pour une série dramatique (Primetime Emmy Award for Outstanding Writing for a Drama Series) est une récompense de télévision remise depuis 1959 au cours de la cérémonie annuelle des Primetime Emmy Awards.

## Palmarès
Note : L'année indiquée est celle de la cérémonie. Les lauréats sont indiquées en tête de chaque catégorie et en caractères gras.

### Années 1950 - 1960
- 1959 : Alcoa-Goodyear Theatre - Alfred Brenner et Ken Hughes
- 1960 : La Quatrième Dimension (The Twilight Zone) - Rod Serling
- 1961 : La Quatrième Dimension (The Twilight Zone) - Rod Serling
- 1962 : Les Accusés (The Defenders) - Reginald Rose
- 1963 : Les Accusés (The Defenders) - Reginald Rose et Robert Thom
- 1964 : Les Accusés (The Defenders) - Reginald Rose et Robert Thom
Bob Hope Presents the Chrysler Theatre - Rod Serling
- 1965 : Les Accusés (The Defenders) - Ernest Kinoy
- 1966 : Hallmark Hall of Fame - Millard Lampell
- 1967 : Mission impossible (Mission: Impossible) - Bruce Geller
- 1968 : CBS Playhouse - Loring Mandel
- 1969 : CBS Playhouse - J.P. Miller

### Années 1970
- 1970 : CBS Playhouse - George Bellak
- 1971 : The Bold Ones: The Senator - Joel Oliansky
- 1972 : Columbo - Richard L. Levinson et William Link
- 1973 : La Famille des collines (The Waltons) - John McGreevey
- 1974 : La Famille des collines (The Waltons) - Joanna Lee
- 1975 : Benjamin Franklin - Howard Fast
- 1976 : The Adams Chronicles - Sherman Yellen
- 1977 : Racines (Roots) - William Blinn et Ernest Kinoy
- 1978 : Holocauste (Holocaust) - Gerald Green
- 1979 : Lou Grant - Michele Gallery

### Années 1980
- 1980 : Lou Grant - Seth Freeman
- 1981 : Capitaine Furillo (Hill Street Blues) - Steven Bochco et Michael Kozoll
- 1982 : Capitaine Furillo (Hill Street Blues) - Steven Bochco, Michael Kozoll, Jeffrey Lewis, Michael Wagner et Anthony Yerkovich
- 1983 : Capitaine Furillo (Hill Street Blues) - David Milch
- 1984 : Hôpital St Elsewhere (St. Elsewhere) - Tom Fontana, John Masius et John Ford Noonan
- 1985 : Cagney et Lacey (Cagney & Lacey) - Patricia Green
- 1986 : Hôpital St Elsewhere (St. Elsewhere) - Tom Fontana, John Masius et John Tinker
- 1987 : La Loi de Los Angeles (L.A. Law) - Steven Bochco et Terry Louise Fisher
- 1988 : Génération Pub (Thirtysomething) - Paul Haggis et Marshall Herskovitz
- 1989 : Génération Pub (Thirtysomething) - Joseph Dougherty

### Années 1990
- 1990 : La Loi de Los Angeles (L.A. Law) - David Edward Kelley pour l'épisode Blood, Sweat & Fears
- 1991 : La Loi de Los Angeles (L.A. Law) - David Edward Kelley pour l'épisode On The Toad Again
- 1992 : Bienvenue en Alaska (Northern Exposure) - Diane Frolov et Andrew Schneider pour l'épisode Seoul Mates
- 1993 : Homicide (Homicide: Life on the Street) - Tom Fontana pour l'épisode Three Men And Adena
- 1994 : New York Police Blues (NYPD Blue) - Ann Biderman pour l'épisode Steroid Roy
- 1995 : Urgences (ER) - Lance A. Gentile pour l'épisode Love's Labor Lost
- 1996 : X-Files - Darin Morgan pour l'épisode Voyance par procuration (Clyde Bruckman's Final Repose)
- 1997 : New York Police Blues (NYPD Blue) - David Milch, Stephen Gaghan et Michael R. Perry pour l'épisode Where's Swaldo?
- 1998 : New York Police Blues (NYPD Blue) - Ted Mann, David Milch, Bill Clark et Meredith Stiehm pour l'épisode Lost Israel - Part 2
- 1999 : Les Soprano (The Sopranos) - James Manos et David Chase pour l'épisode College

### Années 2000
- 2000 : À la Maison-Blanche (The West Wing) - Aaron Sorkin et Rick Cleveland pour l'épisode In Excelsis Deo
  - À la Maison-Blanche (The West Wing) - Aaron Sorkin pour l'épisode Pilote
  - Buffy contre les vampires (Buffy the Vampire Slayer) - Joss Whedon pour l'épisode Hush
  - Les Soprano (The Sopranos) - David Chase et Todd A. Kessler pour l'épisode Funhouse
  - Les Soprano (The Sopranos) - Mitchell Burgess et Robin Green pour l'épisode The Knight In White Satin Armor

- 2001 : Les Soprano (The Sopranos) - Robin Green et Mitchell Burgess pour l'épisode Employee Of The Month
  - À la Maison-Blanche (The West Wing) - Aaron Sorkin pour l'épisode In The Shadow Of Two Gunmen
  - Les Soprano (The Sopranos) - Lawrence Konner pour l'épisode Second Opinion
  - Les Soprano (The Sopranos) - David Chase et Frank Renzulli pour l'épisode Amour Fou
  - Les Soprano (The Sopranos) - Tim Patten et Terence Winter pour l'épisode Pine Barrens

- 2002 : 24 Heures chrono (24) - Robert Cochran et Joel Surnow pour l'épisode 00h00 - 01h00
  - À la Maison-Blanche (The West Wing) - Aaron Sorkin pour l'épisode Posse Comitatus
  - Urgences (ER) - John Wells pour l'épisode On The Beach
  - Alias - J. J. Abrams pour l'épisode Truth Be Told (Pilote)
  - The Shield - Shawn Ryan pour l'épisode Pilote

- 2003 : Les Soprano (The Sopranos) - Mitchell Burgess, David Chase et Robin Green pour l'épisode Whitecaps
  - Les Soprano (The Sopranos) - Mitchell Burgess et Robin Green pour l'épisode Whoever Did This
  - Les Soprano (The Sopranos) - Terence Winter pour l'épisode Eloise
  - À la Maison-Blanche (The West Wing) - Aaron Sorkin pour l'épisode Twenty Five
  - Six Feet Under (Six Feet Under) - Craig Steven Wright pour l'épisode Twilight

- 2004 : Les Soprano (The Sopranos) - Terence Winter pour l'épisode Long Term Parking
  - Les Soprano (The Sopranos) - Matthew Weiner et Terence Winter pour l'épisode Unidentified Black Males
  - Les Soprano (The Sopranos) - Mitchell Burgess et Robin Green pour l'épisode Irregular Around the Margins
  - Les Soprano (The Sopranos) - Michael Caleo pour l'épisode Where's Johnny?
  - Deadwood - David Milch pour l'épisode Pilote

- 2005 : Dr House (House) - David Shore pour l'épisode Three Stories
  - Lost : Les Disparus (Lost) - J. J. Abrams, Jeffrey Lieber et Damon Lindelof pour l'épisode Pilote
  - Lost : Les Disparus (Lost) - David Fury pour l'épisode Walkabout
  - Rescue Me : Les Héros du 11 septembre (Rescue Me) - Denis Leary et Peter Tolan pour l'épisode Pilote
  - Sur écoute (The Wire) - George Pelecanos et David Simon pour l'épisode Middle Ground

- 2006 : Les Soprano (The Sopranos) - Terence Winter pour l'épisode Members Only
  - Lost : Les Disparus (Lost) - Carlton Cuse et Damon Lindelof pour l'épisode The 23rd Psalm
  - Six Feet Under (Six Feet Under) - Alan Ball pour l'épisode Everyone's Waiting
  - Grey's Anatomy - Shonda Rhimes pour l'épisode It's the End Of The World, As We Know It
  - Grey's Anatomy - Krista Vernoff pour l'épisode Into You Like A Train

- 2007 : Les Soprano (The Sopranos) - David Chase pour l'épisode Made In America
  - Lost : Les Disparus (Lost) - Carlton Cuse et Damon Lindelof pour l'épisode Through The Looking Glass
  - Les Soprano (The Sopranos) - Matthew Weiner et David Chase pour l'épisode Kennedy And Heidi
  - Les Soprano (The Sopranos) - Terence Winter pour l'épisode The Second Coming
  - Battlestar Galactica - Ronald D. Moore pour l'épisode Occupation/Precipice

- 2008 : Mad Men - Matthew Weiner pour l'épisode Smoke Gets in Your Eyes
  - Battlestar Galactica - Michael Angeli pour l'épisode Six of One
  - Damages - Todd A. Kessler, Glenn Kessler et Daniel Zelman pour l'épisode Pilote
  - Mad Men - Matthew Weiner et Robin Veith pour l'épisode The Wheel
  - Sur écoute (The Wire) - David Simon et Ed Burns pour l'épisode -30-

- 2009 : Mad Men - Kater Gordon et Matthew Weiner pour l'épisode Meditations in an Emergency
  - Lost : Les Disparus (Lost) - Carlton Cuse et Damon Lindelof pour l'épisode The Incident
  - Mad Men - Robin Veith et Matthew Weiner pour l'épisode A Night to Remember
  - Mad Men - Andre Jacquemetton (en), Maria Jacquemetton (en) et Matthew Weiner pour l'épisode Six Month Leave
  - Mad Men - Matthew Weiner pour l'épisode The Jet Set

### Années 2010
- 2010 : Mad Men – Erin Levy et Matthew Weiner pour l'épisode Shut The Door. Have A Seat.
  - The Good Wife – Michelle King et Robert King pour  l'épisode Pilote
  - Lost : Les Disparus - Carlton Cuse et Damon Lindelof pour l'épisode Fin
  - Friday Night Lights – Rolin Jones pour l'épisode The Son
  - Mad Men – Robin Veith et Matthew Weiner pour l'épisode Guy Walks Into an Advertising Agency

- 2011 : Friday Night Lights – Jason Katims pour l'épisode Always
  - Mad Men – Matthew Weiner pour l'épisode The Suitcase
  - Mad Men – Andre Jacquemetton (en), Maria Jacquemetton (en) pour l'épisode Blowing Smoke
  - Game of Thrones – David Benioff et D. B. Weiss pour l'épisode Baelor
  - The Killing – Veena Sud pour l'épisode pilote

- 2012 : Homeland – Alex Gansa, Howard Gordon et Gideon Raff pour l'épisode pilote
  - Downton Abbey – Julian Fellowes pour l'épisode Episode Seven
  - Mad Men – Semi Chellas et Matthew Weiner pour l'épisode The Other Woman
  - Mad Men – Andre Jacquemetton et Marie Jacquemetton pour l'épisode Commissions and Fees
  - Mad Men – Semi Challas et Matthew Weiner pour l'épisode Far Away Places

- 2013 : Homeland – Henry Bromell pour l'épisode Q&A
  - Breaking Bad – George Mastras pour l'épisode Dead Freight
  - Breaking Bad – Thomas Schnauz pour l'épisode Say My Name
  - Downton Abbey – Julian Fellowes pour l'épisode Episode 4
  - Game of Thrones – David Benioff et D. B. Weiss pour l'épisode Les Pluies de Castamere

- 2014 : Breaking Bad – Moira Walley-Beckett pour l'épisode Ozymandias
  - Breaking Bad – Vince Gilligan pour l'épisode Felina
  - Game of Thrones – David Benioff et D. B. Weiss pour l'épisode Les Enfants
  - House of Cards – Beau Willimon pour l'épisode Chapter 14
  - True Detective – Nic Pizzolatto pour l'épisode The Secret Fate of All Life

- 2015 : David Benioff et D. B. Weiss pour l'épisode La Miséricorde de la mère de Game of Thrones
  - Joshua Brand pour l'épisode Les androïdes rêvent-ils de moutons électriques ? de The Americans
  - Gordon Smith pour l'épisode Histoires de flics de Better Call Saul
  - Matthew Weiner et Semi Chellas pour l'épisode Désillusions à l'horizon de Mad Men
  - Matthew Weiner pour l'épisode Confessions intimes de Mad Men

- 2016 : David Benioff et D. B. Weiss pour l'épisode La Bataille des bâtards de Game of Thrones
  - Joel Fields et Joe Weisberg pour l'épisode "Persona Non Grata" de The Americans
  - Julian Fellowes pour l'épisode "Episode Eight" de Downton Abbey
  - Robert King et Michelle King pour l'épisode "End" de The Good Wife
  - Sam Esmail pour l'épisode "eps1.0 hellofriend.mov" de Mr. Robot
  - Marti Noxon et Sarah Gertrude Shapiro pour l'épisode "Return" de UnREAL

- 2017 : Bruce Miller pour l'épisode "Defred " de The Handmaid's Tale : La Servante écarlate
  - Joel Fields and Joe Weisberg pour l'épisode The Soviet Division dans The Americans
  - Gordon Smith pour l'épisode Chicanery dans Better Call Saul
  - Peter Morgan pour l'épisode Assassins dans The Crown
  - Matt et Ross Duffer pour l'épisode Chapitre Un : La Disparition de Will Byers dans Stranger Things
  - Lisa Joy et Jonathan Nolan pour l'épisode L'Esprit bicaméral dans Westworld

- 2018 : Joel Fields et Joe Weisberg pour l'épisode "Point de départ" de The Americans
  - Peter Morgan pour l'épisode L'Homme mystère dans The Crown
  - David Benioff et D. B. Weiss pour l'épisode Le Dragon et le Loup dans Game of Thrones
  - Bruce Miller pour l'épisode Juin dans The Handmaid's Tale
  - Phoebe Waller-Bridge pour l'épisode Un si joli visage dans Killing Eve
  - Matt et Ross Duffer pour l'épisode Chapitre Neuf : Le Portail dans Stranger Things

- 2019 : Jesse Armstrong pour l'épisode Personne ne disparaît dans Succession
  - Peter Gould et Thomas Schnauz pour l'épisode Le Gagnant rafle tout dans Better Call Saul
  - Jed Mercurio pour l'épisode Épisode 1 dans Bodyguard
  - David Benioff et D. B. Weiss pour l'épisode Le Trône de fer dans Game of Thrones
  - Bruce Miller et Kira Snyder pour l'épisode Holly dans The Handmaid's Tale : La Servante écarlate
  - Emerald Fennell pour l'épisode Nice and Neat dans Killing Eve

### Années 2020
- 2020 : Jesse Armstrong pour l'épisode This Is Not For Tears dans Succession
  - Thomas Schnauz pour l'épisode Bad Choice Road dans Better Call Saul
  - Gordon Smith pour l'épisode Bagman dans Better Call Saul
  - Peter Morgan pour l'épisode Aberfan dans The Crown
  - Chris Mundy pour l'épisode All In dans Ozark
  - John Shiban pour l'épisode Boss Fight dans Ozark
  - Miki Johnson pour l'épisode Fire Pink dans Ozark

- 2021 : Peter Morgan pour l'épisode Guerre dans The Crown
  - Misha Green pour l'épisode Coucher de soleil dans Lovecraft Country
  - Ryan Murphy, Brad Falchuk, Steven Canals, Janet Mock et Our Lady J pour l'épisode Le Défi dans Pose
  - Rebecca Sonnenshine pour l'épisode Les Innocents dans The Boys
  - Yahlin Chang pour l'épisode Retrouvailles dans The Handmaid's Tale : La Servante écarlate
  - Dave Filoni pour l'épisode Chapitre 13 : La Jedi dans The Mandalorian
  - Jon Favreau pour l'épisode Chapitre 16 : Le Sauvetage dans The Mandalorian

- 2022 : Succession : "All the Bells Say" – Jesse Armstrong 
  - Better Call Saul: "Plan and Execution" – Thomas Schnauz
  - Ozark : "A Hard Way to Go" – Chris Mundy
  - Severance : "The We We Are" – Dan Erickson
  - Squid Game: "One Lucky Day" – Hwang Dong-hyuk
  - Yellowjackets: "F Sharp" – Jonathan Lisco, Ashley Lyle, Bart Nickerson et Bart Nickerson
  - Yellowjackets: "Pilot" – Ashley Lyle et Bart Nickerson

- 2023 : Jesse Armstrong pour l'épisode Connor's Wedding dans Succession
  - Beau Willimon pour l'épisode One Way Out dans Andor
  - Sharon Horgan, Dave Finkel et Brett Baer pour l'épisode The Prick dans Bad Sisters
  - Gordon Smith pour l'épisode Point and Shoot dans Better Call Saul
  - Peter Gould pour l'épisode Saul Gone dans Better Call Saul
  - Craig Mazin pour l'épisode Long, Long, Time dans The Last of Us
  - Mike White pour l'épisode Arrivederci dans The White Lotus

- '2024 : Slow Horses : "Negotiating with Tigers" – Will Smith
  - The Crown : "Ritz" – Peter Morgan et Meriel Sheibani-Clare
  - Fallout : "The End" – Geneva Robertson-Dworet et Graham Wagner
  - Mr. & Mrs. Smith : "First Date" – Francesca Sloane et Donald Glover
  - Shōgun : "Anjin" – Rachel Kondo et Justin Marks (FX)
  - Shōgun: "Crimson Sky" – Rachel Kondo et Caillin Puente

## Statistiques

### Nominations multiples
21 : Les Soprano
16 : Capitaine Furillo
15 : Mad Men
12 : La Loi de Los Angeles et New York Police Blues
10 : Hôpital St Elsewhere
9 : Lou Grant
7 : Urgences
6 : Bienvenue en Alaska, CBS Playhouse, Hallmark Hall of Fame, Lost : Les Disparus
5 : Playhouse 90, Génération Pub et À la Maison-Blanche
4 : Breaking Bad, Columbo, Clair de lune, Game of Thrones, La Famille des collines et X-Files : Aux frontières du réel
3 : The Adams Chronicles, Bob Hope Presents the Chrysler Theatre, Cagney et Lacey, Les Accusés, Maîtres et Valets, La Quatrième Dimension et Racines
2 : Alcoa-Goodyear Theatre, Battlestar Galactica, Ben Casey, Benjamin Franklin, The Bold Ones: The Senator, China Beach, Downton Abbey, Friday Night Lights, Grey's Anatomy, Homeland, Homicide, Les Espions, Mission impossible, Six Feet Under, Sur écoute, Twin Peaks

### Récompenses multiples
6 : Les Soprano
4 : Les Accusés
3 : Capitaine Furillo, La Loi de Los Angeles, Mad Men et New York Police Blues
2 : CBS Playhouse, Game of Thrones, Homeland, Lou Grant, Génération Pub, La Quatrième Dimension, La Famille des collines, Playhouse 90 et Succession